# Хан, Сергей
Сергей Хан, полное русское имя — Сергей Андреевич (9 ноября 1927, деревня Нарва, Посьетский район, Владивостокский округ, Дальневосточный край — 18 мая 1969) — звеньевой колхоза имени Энгельса Нижне-Чирчикского района Ташкентской области, Узбекская ССР. Герой Социалистического Труда (1951).

## Биография
Родился в 1927 году в крестьянской семье в деревне Нарва Посьетского района.
В 1937 году вместе с родителями депортирован в Ташкентскую область. Трудился рядовым колхозником, звеньевым в колхозе имени Энгельса Нижне-Чирчикского района. В 1943 году получил неполное среднее образование, окончив восемь классов средней школы имени Герцена Нижне-Чирчикского района. С 1943 года — рядовой колхозник, учётчик, бригадир колхоза «Путь к социализму» Нижне-Чирчикского района. С 1950 года — участковый полевод, звеньевой полеводческого звена колхоза имени Энгельса Нижне-Чирчикского района.
В 1950 году звено Сергея Хана получило в среднем по 108,6 центнеров зеленцового стебля кенафа с каждого гектара на участке площадью 5,4 гектаров. Указом Президиума Верховного Совета СССР от 17 июля 1951 года удостоен звания Героя Социалистического Труда с вручением ордена Ленина и золотой медали «Серп и Молот».
В 1955 году вступил в КПСС. В 1956 году окончил Ташкентскую сельскохозяйственную школы по подготовке руководящих кадров. В 1956 году избран председателем колхоза имени Ворошилова (позднее — имени Кирова) Нижне-Чирчикского района. С 1962 года — агроном колхоза имени Ленина Аккурганского района.
Избирался депутатом Ташкентского областного совета народных депутатов.
Скончался в мае 1969 года. Похоронен на кладбище бывшего колхоза имени Ленина Аккурганского района.
Награды
- Герой Социалистического Труда
- Орден Ленина
- Медаль «За трудовую доблесть» (1953)
- Почётная грамота Президиума Верховного Совета Узбекской ССР (1957)